# Veliki Sadikovac
Veliki Sadikovac (1.286 m) je vrh na Velebitu, smješten na sjeverozapadnoj strani Južnog Velebita. Sastoji se od dva vrha i prostranim travnatim sedlom između njih, a vrh je orijentiran na ličku stranu.
Najbliže mjesto od kuda i kreću planinarski putevi prema Sadikovcu su Baške Oštarije, sjeverozapadno od vrha, malo mjesto smješteno na prijevoju Oštarijska vrata (928 m) koje povezuju Gospić s ličke strane i Karlobag s Jadranske strane. Od Gospića do Karlobaga vodi državna cesta D25, sagrađena cesta 1846. Vrh je razmjerno lako dostupan. Na vršnom grebenu, 50 metara prije vrha, nalazi se široka i duboka krška jama.